# طرد اليهود من صقلية
بدأ طرد اليهود من جزيرة صقلية في عام 1493 عندما وصلت محاكم التفتيش الإسبانية الجزيرة التي بلغ تعداد سكانها اليهود أكثر من 30,000 يهودي. فر هؤلاء إلى مناطق مثل كالابريا حيث لحقتهم محاكم التفتيش بعد 50 عاماً. كما بقيت فئة منهم في الجزيرة بعد تحولها للكاثوليكية.